# Мухина (река)
Мухина (ительм. Муухин) — река на полуострове Камчатка в России.
Длина реки — 57 км. Площадь водосборного бассейна — 413 км². Протекает по территории Усть-Большерецкого района Камчатского края. Впадает в Охотское море.

## Притоки
Объекты перечислены по порядку от устья к истоку.
- 0,3 км: река Мал. Мухина
- 1 км: Апонь
- 18 км: река без названия

## Данные водного реестра
По данным государственного водного реестра России относится к Анадыро-Колымскому бассейновому округу.
По данным геоинформационной системы водохозяйственного районирования территории РФ, подготовленной Федеральным агентством водных ресурсов:
- Код водного объекта в государственном водном реестре — 19080000212120000027218